# Leibnizschule Hannover
Die Leibnizschule ist ein Gymnasium in Hannover im Stadtteil List. Es hat die Schwerpunkte Sprachen, Mathematik/Naturwissenschaften, Gesellschaftswissenschaften, sowie seit ein paar Jahren Kunst/Musik. Als offene Ganztagsschule unterhält sie eine eigene Mensa und hat sich der Thematik der Ökologie verpflichtet.

## Geschichte

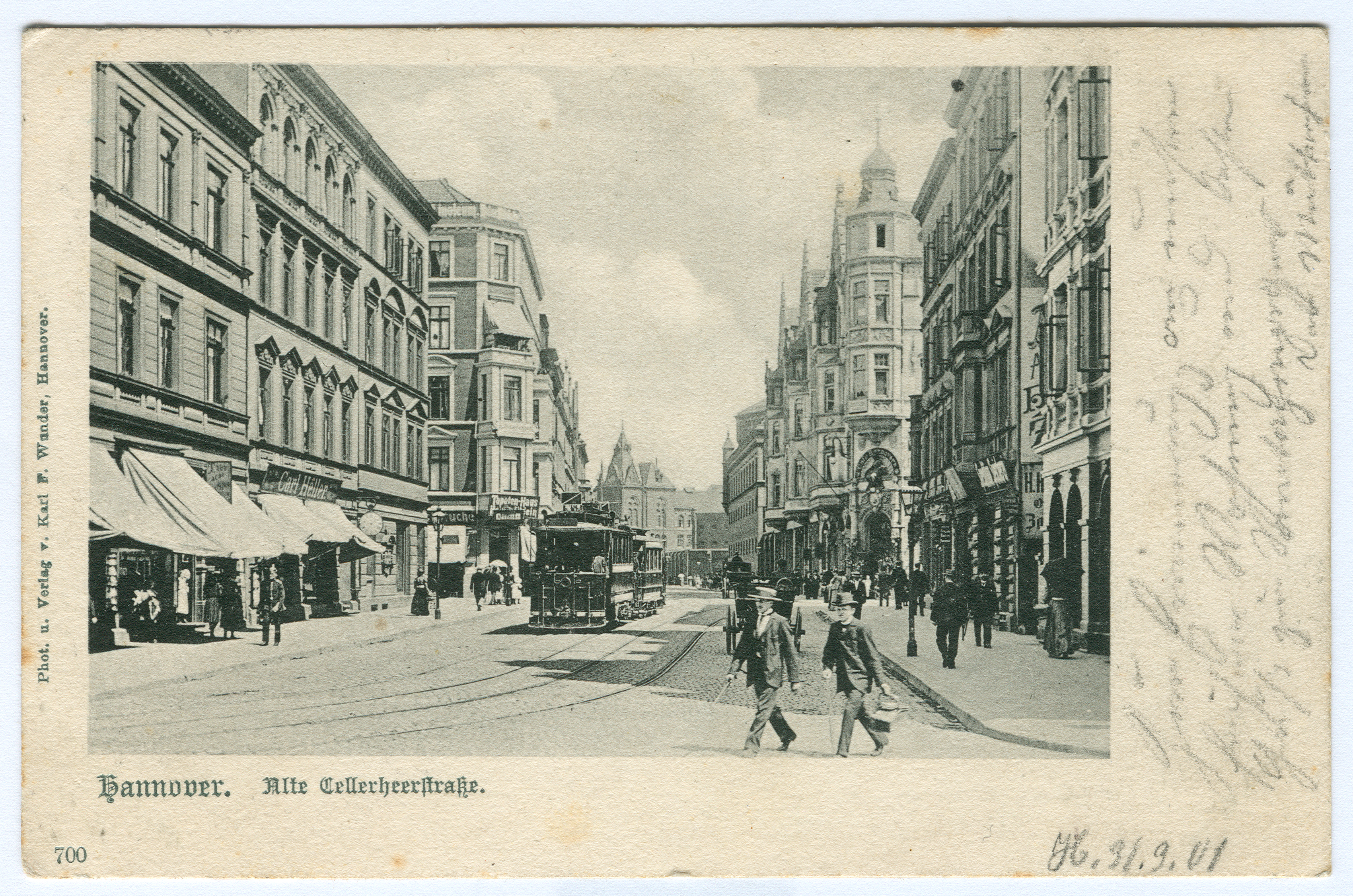
Das frühere Schulgebäude (Bildmitte) um 1900 unmittelbar neben dem Königlichen Zellengefängnis

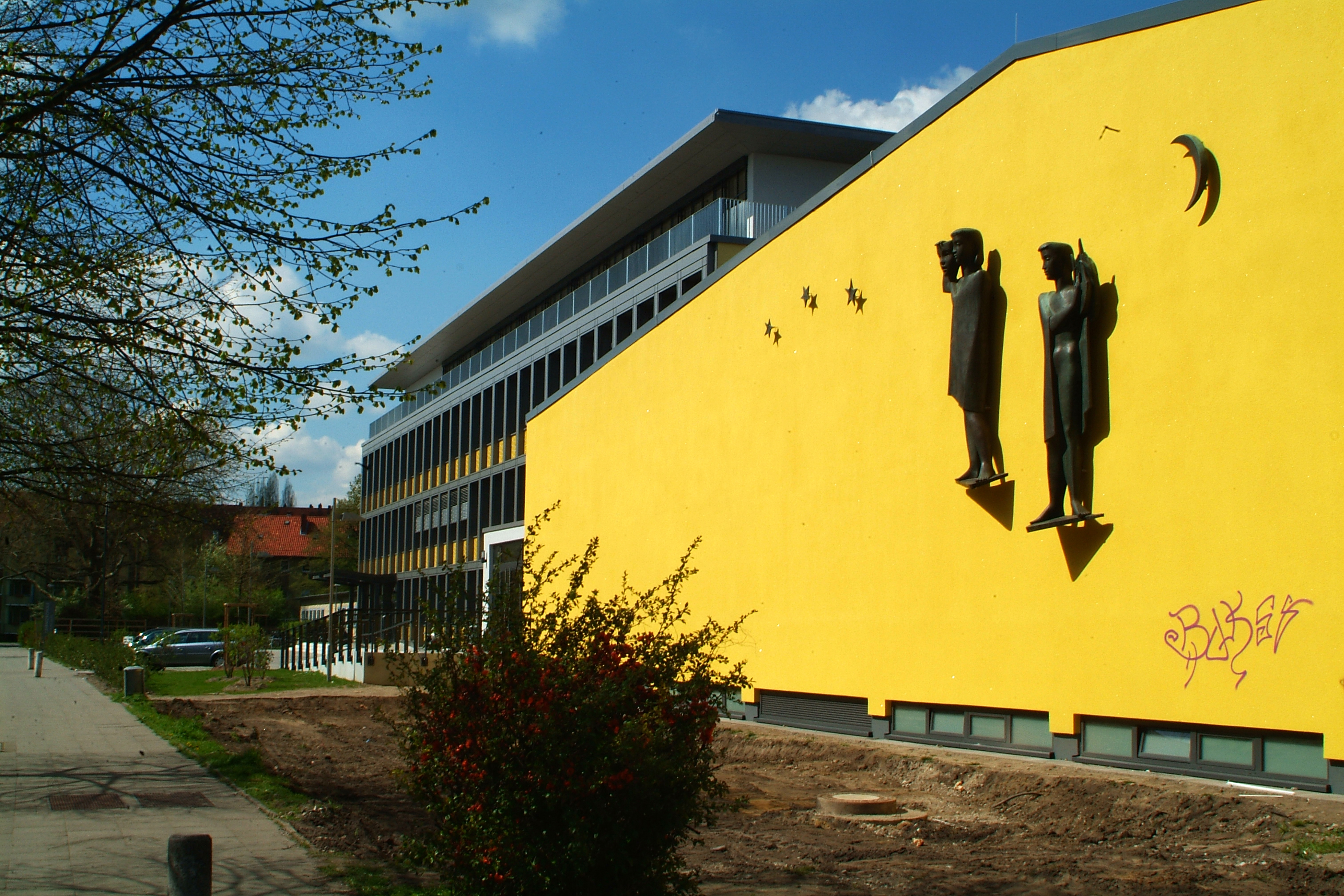
Skulptur „Schauspiel und Musik“ (1954) von Hermann Scheuernstuhl an der Aula

Die Einrichtung wurde 1874 als „Realschule 1. Ordnung“ gegründet. 1876 begann mit einem eigenen Schulbau auf dem noch relativ unbebauten Steintorfeld an der (Alten) Celler Heerstraße (der heutigen Lister Meile), jedoch direkt neben dem Königlichen Zellengefängnis. Erst beim Unterrichtsbeginn im neuen Gebäude 1878 erhielt die Schule ihren heutigen Namen und entwickelte sich in der Folge zum „Reformgymnasium“, das im gymnasialen Zug die Sprachenfolge Französisch, Lateinisch und Griechisch lehrte, im „Realgymnasialen Zug“ Englisch anstelle von Griechisch. Seit 1906 konnten „externe Mädchen“ ebenfalls das Abitur ablegen, es wurde jedoch noch nicht koedukativ unterrichtet.
Zum 50. Gründungsjubiläum übergaben ehemalige Schüler und Freunde der Schule ein eigenes Landheim auf dem Burgberg in Gehrden, das die Schule als baufällig 1964 wieder verkaufte.
Kurze Zeit nach der Machtergreifung durch die Nationalsozialisten tat sich die Leibnizschule besonders hervor: Fritz Heiligenstaedt, Direktor der Schule, stellvertretender Leiter der Städtischen Abendschule sowie Leiter der „Beratungsstelle für das volkstümliche Büchereiwesen in der Provinz Hannover“, meldete 1933 zum Zwecke der Bücherverbrennung in Hannover die „Reinigung“ seiner Büchereien. Schon zuvor war die Schule zur Sammelstelle für die an der Bismarcksäule zu verbrennenden Bücher auserkoren worden.
In der Zeit des Nationalsozialismus wurde die Schule zur reinen Oberschule für Jungen, die ab 1937 schon nach 12 Jahren Schulzeit das Abitur ablegen konnten. Im Zweiten Weltkrieg wurden die Schüler der Oberstufe als Flakhelfer dienstverpflichtet. Durch die Luftangriffe auf Hannover wurde das Schulgebäude 8./9. Oktober 1943 weitgehend zerstört. Allerdings konnte man noch 1947 anlässlich der ersten Export Messe 1947 hier Lebensmittelkarten umtauschen. Ersatzweise wurde bis März 1945 im Gebäude der ehemaligen Elisabeth-Granier-Schule am Bonifatiusplatz unterrichtet. Doch auch dieses Gebäude erlitt Kriegsschäden und wurde zeitweilig für andere Zwecke beschlagnahmt. Nach dem Einmarsch der Alliierten wurde die Schule im Herbst 1945 mit der damaligen Herschelschule zur Vereinigten Leibniz- und Herschelschule vereinigt. Der Unterricht wurde im Gebäude der Sophienschule im Zooviertel wieder aufgenommen, um 1949 wieder in die Elisabeth-Granier-Schule verlegt zu werden. Im Herbst 1947 wurde der Name der Schule wieder zu Leibnizschule. 1951 konnten erstmals Aufenthalte im von der Herschelschule eingebrachten schuleigenen Schullandheim Nienstedt in Nienstedt am Deister angeboten werden, welches 2020 wegen nicht finanzierbarer Brandschutzkosten geschlossen werden musste. 1954 hatten die Architekten Karl Otto und Wilfried Ziegemeier den Neubau in der Röntgenstraße fertiggestellt. Im selben Jahr eröffnete das Landestheater in der dortigen Aula eine Studio-Bühne. Die Außenwand der Aula hatte Hermann Scheuernstuhl mit einer Skulptur gestaltet.
Über die 1960er Jahre finden sich in den autobiografischen Notizen „Die Glücksverwöhnten - Ein früher Babyboomer wird erwachsen“ des Publizisten Henning von Vieregge Beschreibungen der Leibnizschule aus Schülersicht.
Über die 1960er und frühen 1970er Jahre an der noch immer als reine Knabenlehranstalt geführt Leibnizschule schrieb der ehemalige Schüler Wolfram Hänel unter dem Pseudonym Kurt Appaz seinen autobiographischen Roman Klassentreffen. Bekenntnisse eines ehemaligen Oberschülers.
1978 wurden die Jahrgänge 5 und 6 in die schulformunabhängige Orientierungsstufe (bis 2003) abgetrennt. Seit 1980 wird erstmals in der Schulgeschichte koedukativ unterrichtet.
Im Jahr 2010 wurde mit dem Neubau der Leibnizschule begonnen. Die zwei neuen Schultrakte und die neue Sporthalle entsprechen der Passivhausrichtlinie und wurden 2011 fertiggestellt. Nach Abschluss des letzten Bauabschnittes im Sommer 2012 wurden alle Bereiche wieder am Stammsitz in der Röntgenstraße vereinigt und die Außenstelle in Bothfeld aufgelöst.
Die Leibnizschule ist das beliebteste Gymnasium Hannovers. Im Rahmen der Anmeldungen zu den weiterführenden Schulen für das Schuljahr 2013/2014 Anfang Juni 2013 hat die Leibnizschule ein weiteres Mal mit Abstand die meisten Anmeldungen aller hannoverschen Gymnasien erhalten. Auf jeden der zu vergebenden Plätze entfielen mehr als zwei Anmeldungen.
In der Projektwoche Ende Juni 2013 wurde unter Mitwirkung aller Schüler und Lehrer ein Imagefilm in Form eines Lipdubs produziert. Der Film wurde im Rahmen des Wettbewerbs Kulturkometen 2012/13 mit dem 1. Preis ausgezeichnet.
Da in Niedersachsen das Abitur inzwischen ebenfalls nach 13 Jahren anstatt nach 12 Jahren geschrieben wird, wurde erneut ein Anbau eines weiteren Stockwerks auf die neuen Trakte beschlossen, welcher seit Sommer 2020 in die Praxis umgesetzt wird. Um trotzdem alle Klassen unterrichten zu können, errichtete die Schule auf dem Außensportplatz ein Containerdorf. Seit 2024 wird der Anbau regulär für den Unterricht genutzt, das Containerdorf soll nun als eine Flüchtlingsunterkunft dienen.

## Räumlichkeiten
A-Trakt (Hauptgebäude):
genutzt für Unterricht in den naturwissenschaftlichen Fächern, beinhaltet auch die Aula, sowie einen Erste-Hilfe-Raum und Räume für den Hausmeister.
B-Trakt: 
beinhaltet größtenteils Klassenräume, die für regulären Unterricht genutzt werden, sowie die Räume der Schulleitung, Sekretariat, Lehrerzimmer und Erste-Hilfe (Schulsanitäter).
C-Trakt:
wie der B-Trakt größtenteils Klassenräume, aber auch die Mensa, den Schulkiosk und einen Pausenaufenthaltsraum. Außerdem findet im C-Trakt auch der Musikunterricht statt. 
S-Trakt (Sporthallen):
drei in geteilter Nutzung mit der IGS List genutzte Sporthallen mit Umkleiden und Lagerräumen für Sportgeräte.
"Spielhalle":
eine Sporthalle, die etwa 80 m von der Schule entfernt liegt, mit Umkleiden und Tribünen ausgestattet, mit Ascheweitsprungbahn draußen, direkt neben dem ehemaligen D-Trakt.
D-Trakt (Containerdorf):
als Übergangslösung gedachte Klassenräume für die Oberstufe während des Anbaus auf den B- und C-Trakten, seit 2024 nicht mehr in Nutzung.

## Kooperationspartner
Neben Einrichtungen wie Schülervertretung und Elternbeirat hat das Gymnasium laut eigener Darstellung folgende Kooperationspartner für ihre Schüler gewinnen können:
- Hannover 96
- SchulSportWelten in Kooperation mit dem Filmteam der Leibnizschule

Im Bereich des Journalismus können Schüler mit den folgenden Medien Erfahrungen sammeln:
- RTL Nord
- Radio Leinehertz 106.5

Eine vertiefende Förderung erfolgt außerdem über
- das techlab der Gottfried-Wilhelm-Leibniz-Universität Hannover

und, für auffallend begabte Schüler, mittels des
- Vereins forschergeist

Das Gymnasium richtet sich auch zunehmend zum künstlerischen Bereich aus. So gibt es einen Schulchor, eine Instrumental-AG und eine Kooperation mit der Musikschule der Landeshauptstadt Hannover.

## Weitere Förderer

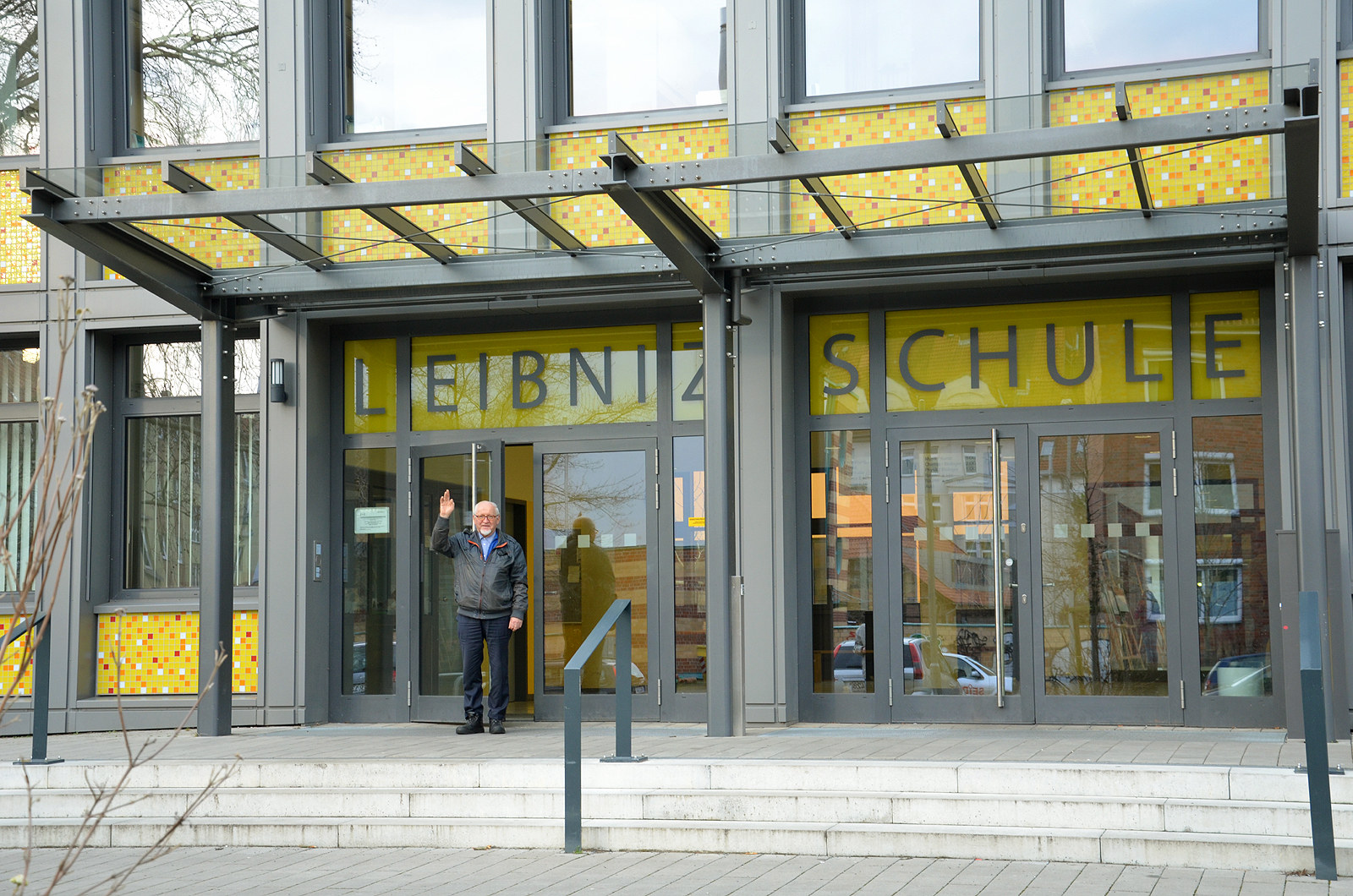
Eingang der Schule

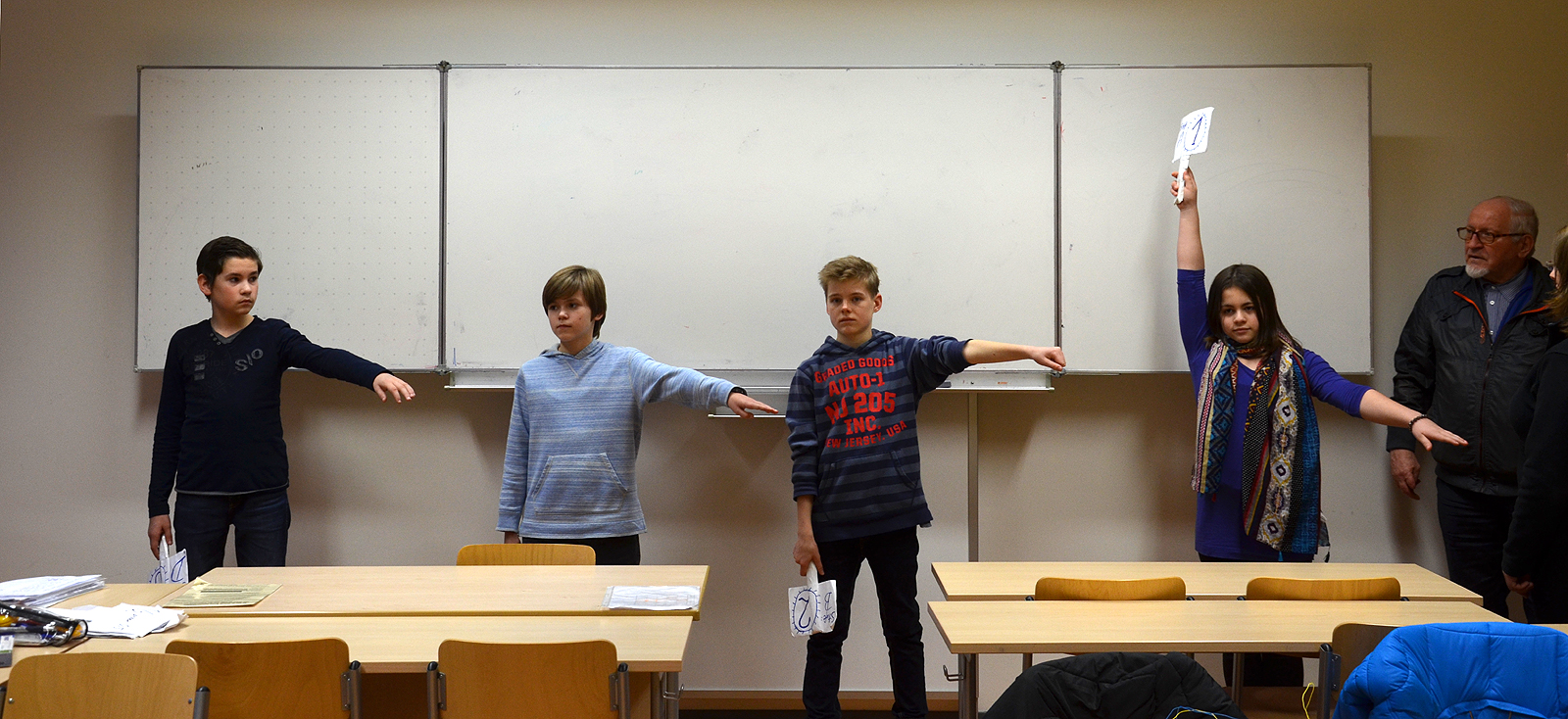
Die Zahl 1 im Dualsystem, dargestellt von Schülern der Leibnizschule als „lebendige“ Flipflops

Neben dem 1994 gegründeten gemeinnützigen Leibnizforum, dem Förderverein der Leibnizschule, unterstützt auch der schon 1909 gegründete Verband der Ehemaligen (Leibnizschüler) die Schule sowohl ideell als auch finanziell.

## Persönlichkeiten

### Lehrer
- Fritz Heiligenstaedt[2]
- Burkhard Inhülsen[16]
- Ernst Ramdohr
- Hermann Schuster
- 1880er Jahre circa: Georg Friese, Zeichenlehrer[17] und Erfinder des Zeichenblocks für den Schulunterricht[18]
- Rolf Wernstedt[19]

### Schüler
(nach Geburtsjahrgängen)
- Hans Ehelolf (1881–1939), Altertumsforscher und Hethitologe
- Adolf Falke (1888–1958), Architekt, Zeichner, Designer, Bühnenbildner und Kommunalpolitiker[20]
- Harald Berkowitz (1896–1952), jüdischer Arzt, emigrierte 1939 nach England und machte sich nach 1945 in Indien verdient[21]
- Werner Kraft (1896–1991), Bibliothekar, Essayist, Schriftsteller, emigrierte 1933/34 aus Hannover nach Jerusalem[22]
- Horst Egon Berkowitz (1898–1983), der Rechtsanwalt und Holocaust-Überlebende setzte sich nach dem Zweiten Weltkrieg für den Wiederaufbau des Justizwesens ein.[23]
- Adolf Halfeld (1898–1955), Journalist, Autor politischer Bücher und Chefredakteur der Hannoverschen Allgemeinen Zeitung
- Johannes Lilje (1899–1977), Landesbischof der Evangelisch-lutherischen Landeskirche von Hannover
- Hansjürgen Weidlich (1905–1985), Schriftsteller
- Gerhard Stoffert (* 1926), Professor für Gartenbau und Gartenbauökonomie
- Hellmuth Hahn (1927–2015), Heimatforscher, Historiker, Arzt und Kommunalpolitiker
- Herbert Welling (* 1929), Physiker, Professor an der Gottfried Wilhelm Leibniz Universität Hannover
- Klaus Liesen (1931–2017), promovierter Volljurist, u. a. Aufsichtsrat der Volkswagen AG
- Hermann Lingnau (1936–2018), deutscher Meister im Kugelstoßen, Vorstandsmitglied der Kreditanstalt für Wiederaufbau
- Helmut Neddermeyer (* 1938), Lehrer, Mitglied des Niedersächsischen Landtags
- Joachim Luther (* 1941), Physiker, Leiter des Fraunhofer-Instituts für Solare Energiesysteme
- Fritz Willig[24] (* 1941), Jurist, Rechtsanwalt, Notar und Schriftsteller[25]
- Henning von Vieregge (* 1946), Verbandsmanager und Autor
- Walter Selke (1947–2023), Physiker, Professor an der RWTH Aachen
- Michael Fürst (* 1947), Rechtsanwalt, Vorsitzender des Landesverbands der Jüdischen Gemeinden von Niedersachsen
- Jürgen Mlynek (* 1951), Physiker, Präsident der Helmholtz-Gemeinschaft Deutscher Forschungszentren
- Francis Buchholz (* 1954), Rockbassist (u. a. Scorpions)
- Wolfram Hänel (* 1956), Schriftsteller[26]
- Andreas Herkendell (* 1961), deutscher Journalist, Autor und Hörfunk-Redakteur
- Jochen Horst (* 1961), Schauspieler
- Ali Samadi Ahadi (* 1972), Filmemacher (u. a. „The Green Wave“, „Salami Aleikum“)
- Bettina Wulff, geb. Körner (* 1973), zweite Ehefrau des ehemaligen Bundespräsidenten Christian Wulff
- Bettina Zimmermann (* 1975), Schauspielerin
- Jan C. Behmann (* 1985), Autor[27]